# Красный Узел (посёлок)
Красный Узел — посёлок в Ромодановском районе Мордовии. Входит в состав Салминского сельского поселения.

## История
Основан в 1975 году на базе трудовой колонии, после перенесения в неё со станции Красный Узел центральной усадьбы свиноводческого совхоза «Красный Узел»..

## Население
| 2002 | 2010 |
| ---- | ---- |
| 565  | ↘537 |